# Deportiva Venados

Deportiva Venados es un equipo de fútbol profesional de México, que milita en la Segunda División de México y tiene su sede en la localidad de Tamanché, perteneciente al municipio de Mérida, Yucatán.

## Historia
El equipo fue fundado en el año 2014 adquiriendo la franquicia del CF Mérida, en esa temporada el equipo utilizó el registro del Mérida de Tercera División para poder competir en dicha categoría, en 2015 se hace oficial ante la Federación Mexicana del Fútbol el nombre de Deportiva Venados. En esa primera temporada culmina la fase de calificación en segundo lugar de grupo y es eliminado en la liguilla por el ascenso por los Potros de la UAEM.
En 2016, el equipo se clasificó a su segunda liguilla ocupando el nuevamente el segundo lugar del grupo, sin embargo, fueron eliminados en dieciseisavos de final por el Club Hidalguense. 
Para 2017 y luego de una muy buena temporada, culminan como primeros de grupo, y avanzan en la liguilla, pero nuevamente son eliminados.
En 2018 el equipo volvió a alcanzar la fase final del campeonato, culminando nuevamente en la primera posición del grupo. sin embargo, en cuartos de final el equipo fue derrotado por el Córdoba Fútbol Club.
Para 2019, nuevamente una gran temporada regular y vuelven a culminar en la primera posición del grupo y son eliminados en penales por el Club Isla.
Luego de suspenderse la temporada 2020 por la pandemia de COVID19, en la temporada 2021, Deportiva Venados logra alcanzar la fase de cuartos de final, cayendo en tandas de penales ante los Faraones de Texcoco.
En 2022 el equipo consiguió el campeonato la zona A de la Liga TDP luego de derrotar en la final de zona a Avispones de Chilpancingo, con esto Deportiva Venados logró su ascenso a la Segunda División de México. Finalmente el equipo no pudo conseguir el título nacional, ya que en el llamado "Campeón de Campeones" fue derrotado por Mazorqueros "B".
En el Apertura 2022 el equipo debutó en la Serie A de México, tercera categoría del fútbol mexicano, en su primer partido Deportiva Venados derrotó al Yalmakan Fútbol Club por 0-1. El club finalizó su primer torneo en la división ocupando la sexta posición del Grupo 3 con 15 puntos conseguidos con cinco victorias y cinco derrotas, por lo que quedó fuera de la liguilla.

## Temporadas
| Temporada     | División          | Posición                            |
| ------------- | ----------------- | ----------------------------------- |
| 2014/2015     | 5.Tercera         | 2.º Grupo I (Dieciseisavos)         |
| 2015/2016     | 5.Tercera         | 2.º Grupo I (Dieciseisavos)         |
| 2016/2017     | 5.Tercera         | 1.º Grupo I (Etapa 2)               |
| 2017/2018     | 5.Tercera         | 1.º Grupo I (Octavos)               |
| 2018/2019     | 5.Tercera         | 1.º Grupo I (Treintadosavos)        |
| 2019/2020¹    | 5.Tercera         | 4.º Grupo I                         |
| 2020/2021     | 5.Tercera         | 2.º Grupo I (Octavos)               |
| 2021/2022     | 5.Tercera         | 1.º Grupo I (Campeón de Zona)       |
| Apertura 2022 | 3.Segunda Serie A | 6.º Grupo III                       |
| Clausura 2023 | 3.Segunda Serie A | 6.º Grupo III                       |
| 2023/2024     | 3.Segunda Serie A | 3.º Grupo II (Semifinales de Grupo) |
| Apertura 2024 | 3.Segunda Serie A | 7.º Grupo III                       |
| Clausura 2025 | 3.Segunda Serie A | 2.º Grupo III (Cuartos)             |

1: Torneo suspendido por pandemia de COVID-19, sin embargo la liga consideró los registros como oficiales y quedaron guardados en las estadísticas.

## Sitios Web
- Deportiva Venados en X (antes Twitter)
- Deportiva Venados en Facebook
- Perfil oficial Liga MX